# مويس صفرا
مويس يعقوب صفرا 5 أبريل 1934 - 15 يونيو 2014) رجل أعمال وملياردير برازيلي من أصل سوري حلبي شارك في تأسيس بنكو صفرا مع إخوته إدمون صفرا وجوزيف صفرا.

## حياته
وُلد مويس صفرا في 5 أبريل 1934 في بيروت، لبنان، لعائلة من أصول يهودية أصلها من وحلب ، وكان ابن يعقوب صفرا. بدأ تاريخ العائلة في العمل المصرفي مع تجارة القوافل بين الإسكندرية والقسطنطينية خلال الإمبراطورية العثمانية. انتقلت العائلة من حلب إلى بيروت بعد الحرب العالمية الأولى حيث كانت بيروت موطنًا لجالية يهودية مزدهرة بالفعل. في النهاية، قرر عالة صفرا الانتقال إلى البرازيل في عام 1952. في عام 1955, بدأ شقيق مويس البالغ من العمر 23 عامًا، إدموند صفرا، ووالدهما يعقوب، العمل في البرازيل عن طريق تمويل خطابات الاعتماد للتجارة في ساو باولو.

## حياة مهنية
أسس نفسه في البرازيل حيث حصل على الجنسية وأسس بانكو سافرا مع أشقائه إدموند وجوزيف صفرا. كان أيضًا فاعل خير يهودي بارز.

## وفاته
توفي في 14 يونيو 2014 بسبب قصور في القلب، عن عمر يناهز 80 عامًا.

## وصلات خارجية
- الموقع الرسمي ( بالأنجليزية )